# Ahal (provincie)
Ahal is een provincie in Turkmenistan met een bevolking van 722.800.

## Districten
Ahal is onderverdeeld in de volgende districten:
- Abadan (stad)
- Akbugdaý
- Babadaýhan
- Baharly
- Gökdepe
- Kaka
- Ruhabat
- Sarahs
- Tejen